# Peter Nover
Peter Nover (Holzheim, 18 luglio 1949) è un ex calciatore tedesco, di ruolo difensore e centrocampista.

## Carriera

### Calciatore
Inizia la carriera agonistica nel TuRa Büderich per poi passare nel 1969 all'Itzehoer SV 09, club militante nella Regionalliga Nord, girone della serie cadetta tedesca. Ha militato nel club di Itzehoe sino al 1972, quando passò al Saarbrücken, con cui ottenne il tredicesimo posto nel girone sud-ovest della Fußball-Regionalliga 1972-1973.
Nel 1973 passa al Wuppertal, club della Bundesliga, con cui però non esordisce in campionato, per poi passare nel novembre dello stesso anno al Mülheim-Styrum, con cui ottenne il quarto posto nel girone ovest della Fußball-Regionalliga 1973-1974. Resterà nel club di Mülheim an der Ruhr sino al 1976, sempre nella serie cadetta tedesca occidentale.
Durante l'estate 1976 ha la sua prima esperienza in America alla franchigia statunitense NASL dei Boston Minutemen, voluto dall'allenatore Hubert Vogelsinger. Nonostante il buon inizio di stagione, la squadra risentì della crisi economica che la colpì nel corso del campionato, e che spingerà molti giocatori a lasciare la squadra, costringendola al quinto ed ultimo posto della Northern Division, non riuscendo così ad accedere ai playoff per il titolo del torneo 1976.
Torna poi in patria al Bonner, con cui ottiene il sedicesimo posto del girone nord della 2. Fußball-Bundesliga 1976-1977. Il piazzamento sarebbe bastato per la permanenza del club di Bonn nella serie cadetta ma il club non ottenne la licenza per l'iscrizione al campionato seguente.
Nell'estate 1977 torna nuovamente in America, ingaggiato dal Team Hawaii, sempre per volontà di Vogelsinger, con cui ottenne il quarto posto nella Western Division, piazzamento insufficiente per l'accesso ai playoff per il titolo.
Ritornato nuovamente in patria, gioca con il Schwarz-Weiß Essen, con cui retrocede nella terze serie tedesca al termine della 2. Fußball-Bundesliga 1977-1978. 
Ritorna per la terza volta in America, questa volta al San Diego Sockers, nuovamente sotto la guida di Vogelsinger. Con i Sockers raggiungerà due volte le semifinali per il titolo NASL. Con il club di San Diego ha giocato anche nella North American Soccer League Indoor.
Terminata l'esperienza californiana si trasferisce in Messico per giocare nell'Atlas, con cui ottenne il quinto ed ultimo posto nel Gruppo 1 della Primera División 1980-1981. Al termine dell'esperienza con i rojinegros si ritirò dall'attività agonistica.

### Allenatore
Dal 1992 al 1995 ha guidato per tre stagioni il Bonner nel terza serie tedesca.